# کالج پلیس (واشینگتن)
کالج پلِیس (به انگلیسی: College Place) شهری در شهرستان والا والا ایالت واشنگتن است که در سرشماری سال ۲۰۱۰ میلادی، ۸۷۶۵ نفر جمعیت داشته است.